# Леско, Пьер
Пьер Леско (фр. Pierre Lescot; 1515 год, Париж — 10 сентября 1578 года, там же) — архитектор эпохи Французского Ренессанса, автор знаменитых построек, среди которых «Фонтан невинных» и западный фасад «Квадратного двора» Лувра. Он сыграл важную роль во внедрении элементов классической архитектуры во французскую строительную культуру.

## Биография
Полная биография архитектора не написана, несмотря на обилие документов и косвенных свидетельств. Его отец Пьер Леско, сеньор де Лисси, был советником Мелюна и де Кланьи (теперь район Версаля), а затем, в 1504 году, генеральным прокурором в Суде, советником города Парижа и, с 1518 по 1520 год, «надзирателем парижских торговцев» (prévôt des marchands).
После смерти отца в октябре 1533 года Пьер Леско-сын унаследовал сеньорию Кланьи, которую его мать, Анна Дове, подарила ему в качестве приданого. Пьер Леско Младший учился в Парижском университете, где получил степень «бакалавра права». Пьер был разносторонне одарён, о чём свидетельствуют стихи, написанные о нём его другом Пьером де Ронсаром, где сказано, что в возрасте всего лишь двадцати лет Пьер Леско преуспел в живописи, рисунке, математике и архитектуре.

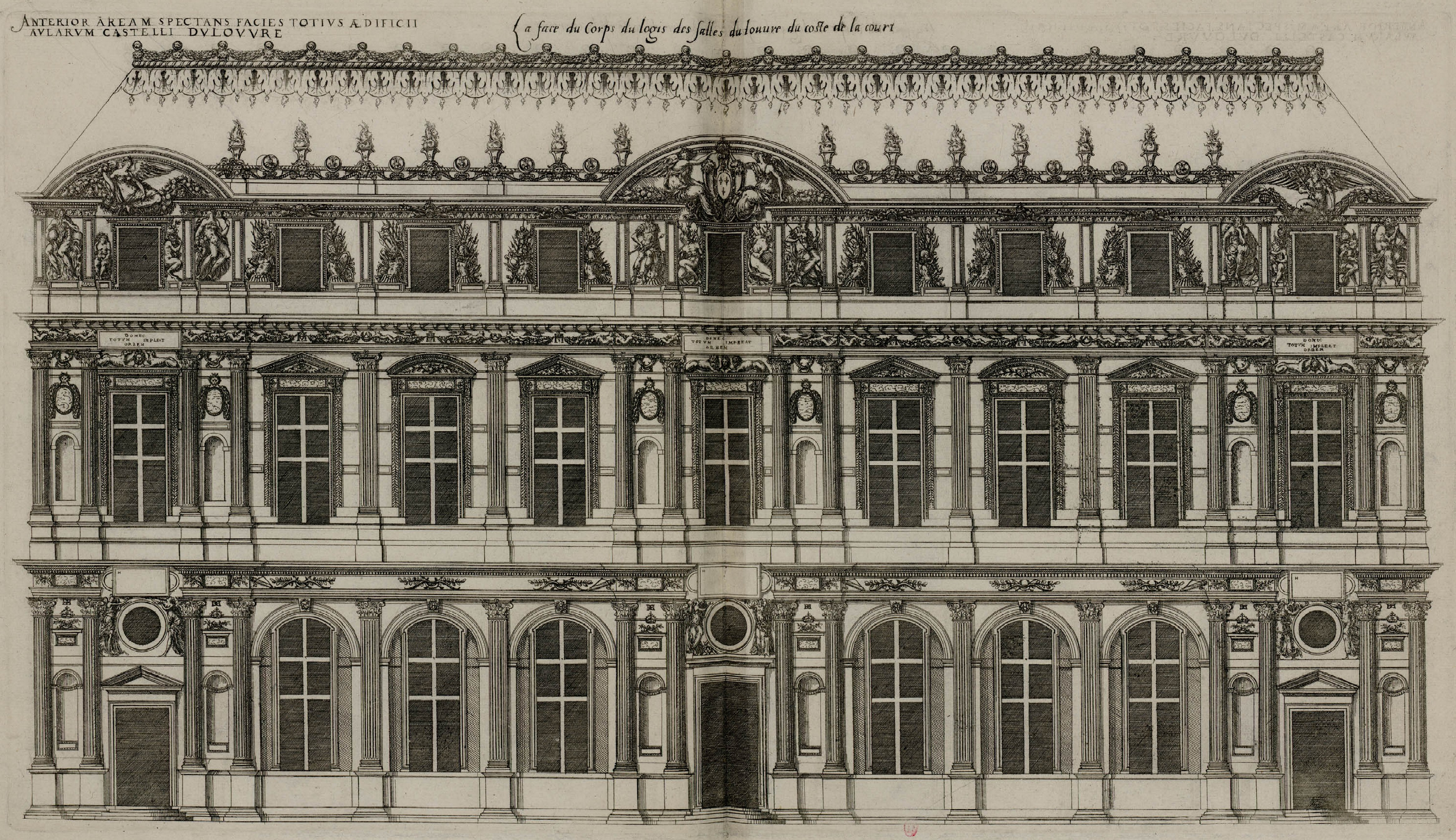
«Западный фасад» Квадратного двора Луврского дворца. Офорт Ж.-А. Дюсерсо из издания «Le premier volume des plus excellents bastiments de France». 1579

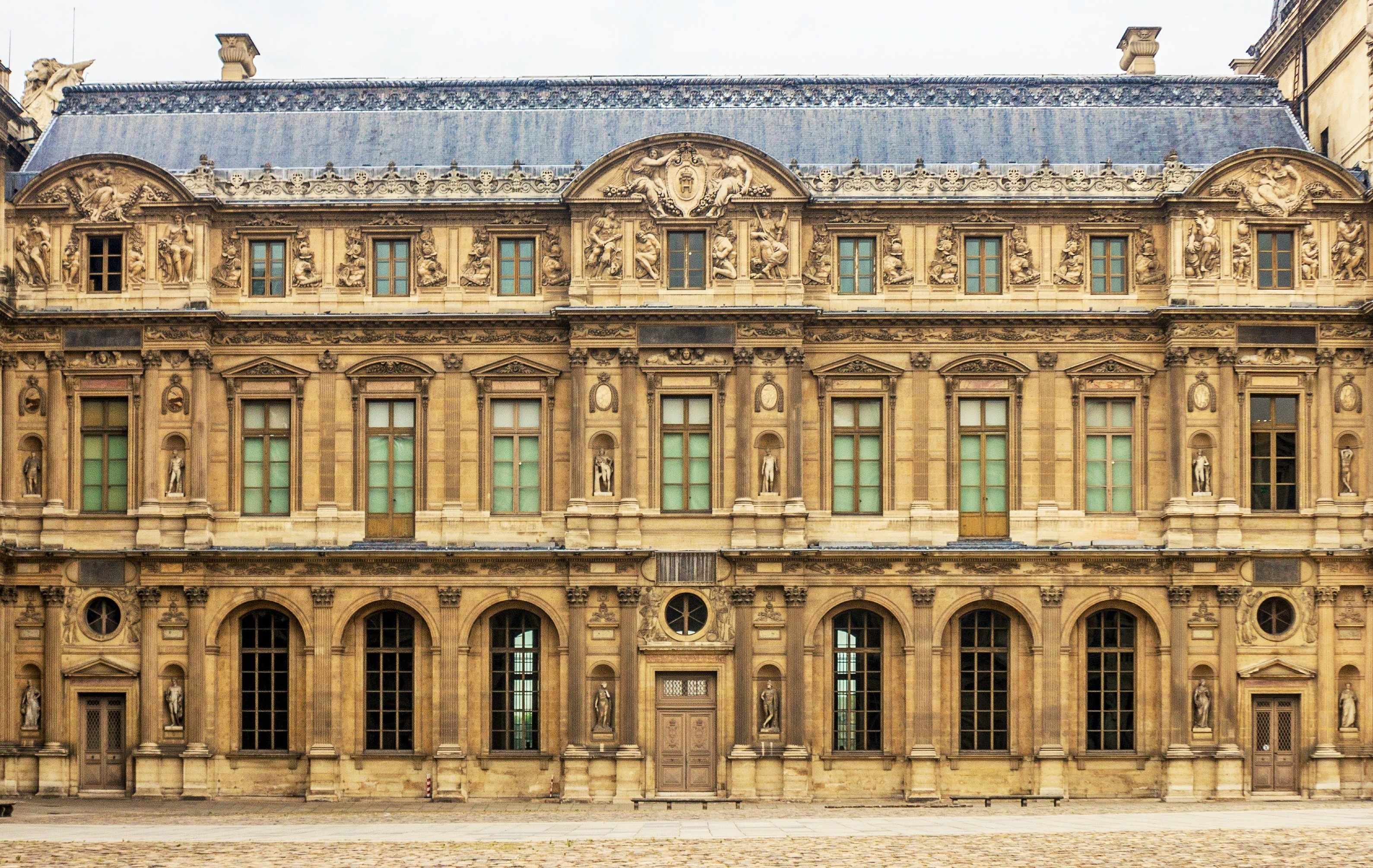
«Западный фасад» Лувра. 1546—1549. Архитектор П. Леско, скульптор Ж. Гужон

Выдающиеся художественные способности Пьера Леско, вероятно, позволили ему быть представленным королю Франциску I, любившему окружать себя живописцами, скульпторами и архитекторами. Неизвестно, посещал ли Леско когда-либо Италию или его знания об итальянском искусстве были получены благодаря гравюрам и работе приезжих итальянцев в школе Фонтенбло. Король Франциск в 1546 году назначил Пьера Леско архитектором, ответственным за строительные проекты дворца Лувра, именно тогда старый средневековый замок начал превращаться в дворец, который мы знаем. Когда Франциск I умер, новый король Генрих II оставил Леско в прежней должности. Затем он был назначен архитектором Лувра при последовательных правлениях Генриха II, Франциска II, Карла IX и Генриха III. Таким образом, Пьер Леско был архитектором пяти королей и смотрителем Лувра в течение тридцати двух лет с 1546 года и до своей смерти в 1578 году.
Посвящённый в духовный сан в 1557 году, Пьер Леско на протяжении жизни упоминается в документах как королевский капеллан; с 1554 года (ещё до посвящения) он был каноником собора Нотр-Дам-де-Пари, где и был похоронен по его желанию 12 сентября 1578 года в возрасте шестидесяти трёх лет.
После смерти Леско на работах в Лувре его заменил Жак Андруэ Дюсерсо.

## Архитектурное творчество
С 1541 по 1544 год Пьер Леско работал над внутренней отделкой церкви Сен-Жермен-л’Осеруа (фр. Saint-Germain-l’Auxerrois, 1540—1545); с 1545 года — по оформлению Отеля Линьери (Hôtel de Ligneris, ныне Музей Карнавале, который позднее был основательно изменен Франсуа Мансаром). Он также отвечал за строительство Шато де Валери.
Когда в 1546 году король Франциск I назначил Леско ответственным за перестройку дворца Лувра проект, выдвинутый ранее итальянским архитектором и теоретиком Себастьяно Серлио, был отложен в пользу Леско, по которому три стороны квадратного двора должны были быть окружены роскошными апартаментами, а четвёртую восточную сторону, лицом к городу, каким он был тогда, вероятно, предполагалось закрыть аркадой. Угловые павильоны внушительной высоты, украшенные колоннами и статуями, должны были заменить средневековые башни.
Хотя Леско работал над проектом перестройки Лувра до самой смерти, он сумел завершить только западное крыло и часть южного. Теперь юго-западное крыло «Квадратного двора» (фр. Cour carrée), слева от выхода из Квадратного двора во двор Наполеона, называется «Крыло Леско» (Aile Lescot). В его оформлении Леско использовал то, что впоследствии будет названо мансардной крышей, по имени французского архитектора Франсуа Мансара. Однако первым во Франции, кто реализовал идею экономного использования последнего (мансардного) этажа, был именно Леско.
Работа над зданием с полным скульптурным оформлением была закончена девять лет спустя, в 1555 году, и стала ярким примером архитектуры Ренессанса во Франции. Двухэтажное здание с третьим полуэтажом богато украшено скульптурами и горельефами постоянно работавшего с архитектором Жана Гужона. Здание венчает покатая кровля с богато украшенным парапетом, традиционная для французского строительства и практичная в дождливом климате. Глубоко утопленные арочные окна первого этажа (вследствие застеклённой позднее аркады) придают всей постройке лёгкость, а выступающие центральный и боковые ризалиты имеют небольшие круглые окна, ошибочно называемые в некоторых источниках «бычьим глазом» (фр. œil-de-bœuf). Каннелированные пилястры коринфского ордера чередуются с полуколоннами ризалитов, статуями в нишах и барельефами верхнего полуэтажа. Преклонение перед Грецией (несмотря на то, что древнегреческое искусство в то время знали недостаточно) не помешало Жану Гужону интерпретировать в рельефах темы «иньюдо» (обнажённых юношей) Сикстинского плафона и скульптур «Рабов» Микеланджело (статуи в нишах появились позднее).
В интерьере выделяется «Зал кариатид» (ранее: Шведский зал, 1546—1549), получивший название по четырём женским фигурам несущим балкон для музыкантов работы Жана Гужона. Огромные фигуры безусловно восходят к знаменитым кариатидам Эрехтейона Афинского акрополя. Гужон не был в Греции, но мог знать афинскую кариатиду по ватиканской копии, либо по описанию Витрувия с комментариями и весьма приблизительными гравюрами С. Серлио.
Из построек Леско в Лувре также сохранились Зал кордегардии и лестница Генриха II.
Признанным шедевром искусства французского Ренессанса работы Пьера Леско и Жана Гужона является «Фонтан невинных». Архитектурная композиция сооружения восходит к античным нимфеям. Фонтан имеет форму арочного квадратного в плане павильона. Каждая его сторона открывается полуциркульной аркой. По ступеням четырёх бассейнов стекает вода. Павильон оформлен барельефами, на которых изображены нимфы, тритоны и другие морские и речные мифические существа. Каждую арку фланкируют каннелированные пилястры коринфского ордера. Композиция завершается аттиком с треугольными фронтонами и куполом. Чистота форм и ясность пропорций, сохранившиеся несмотря на многократные переделки, делают это произведение истинно классическим.

## Галерея

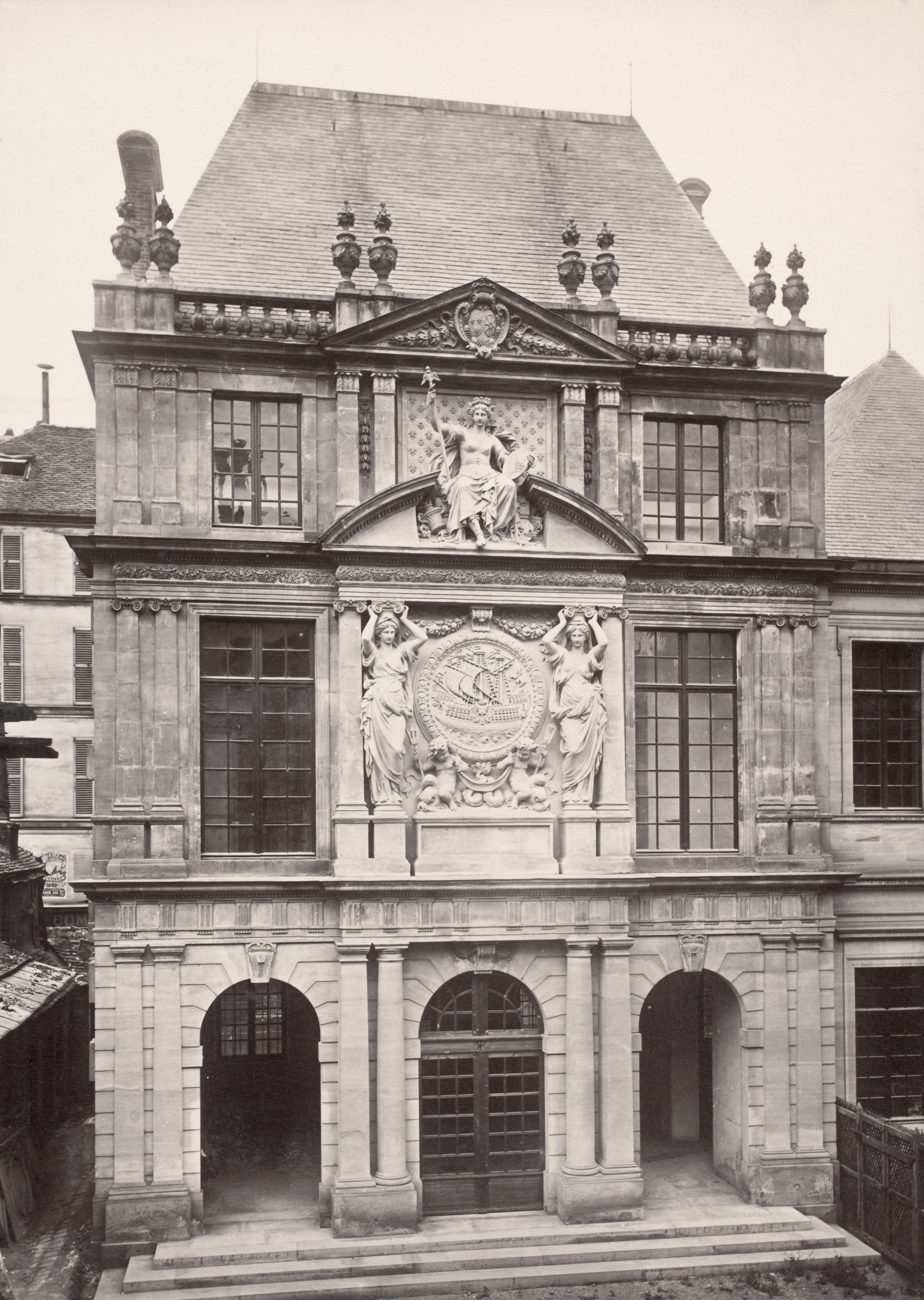
«Фасад портных». 1545–1550. Отель Карнавале, Париж
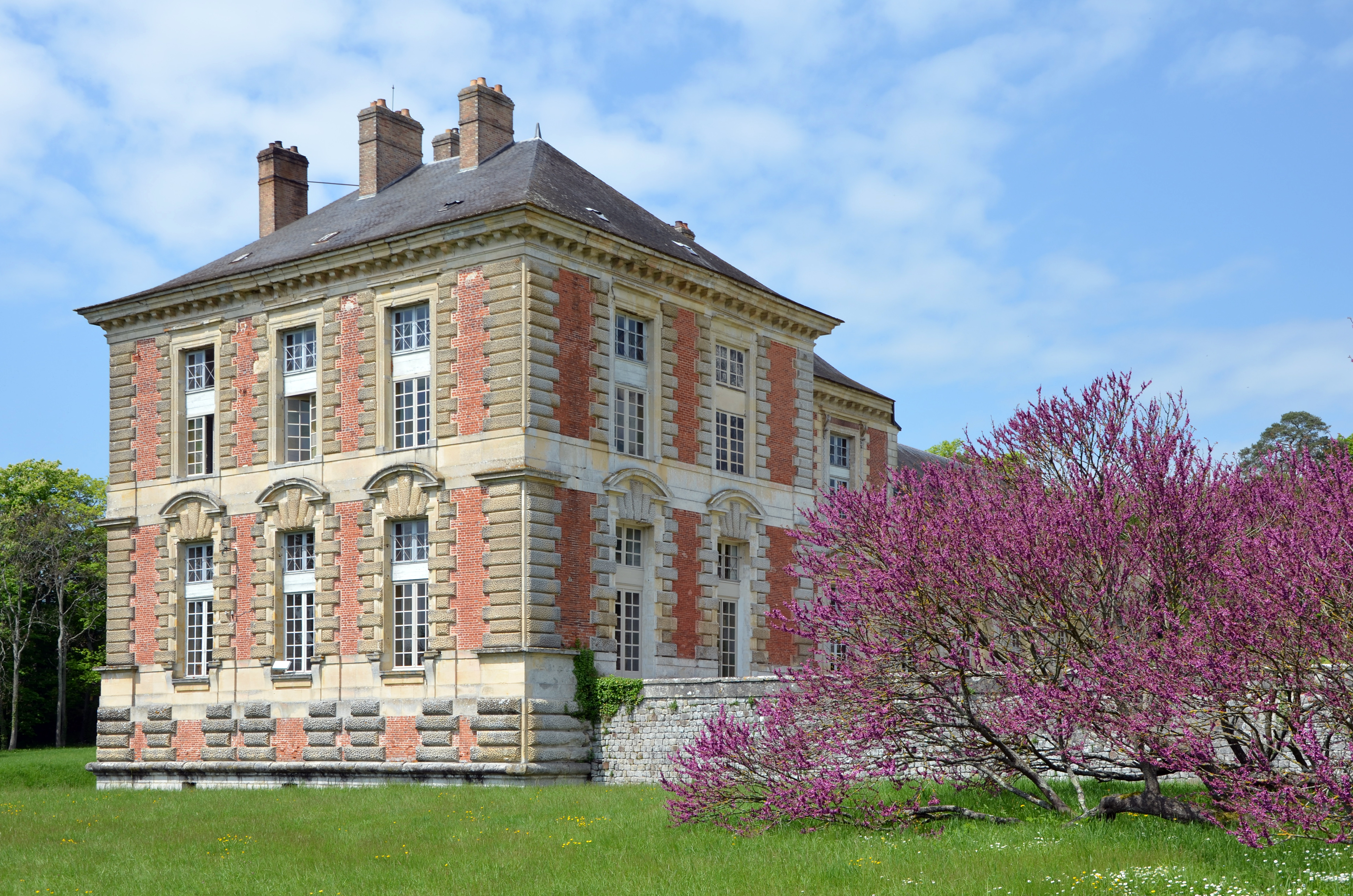
Шато де Валери
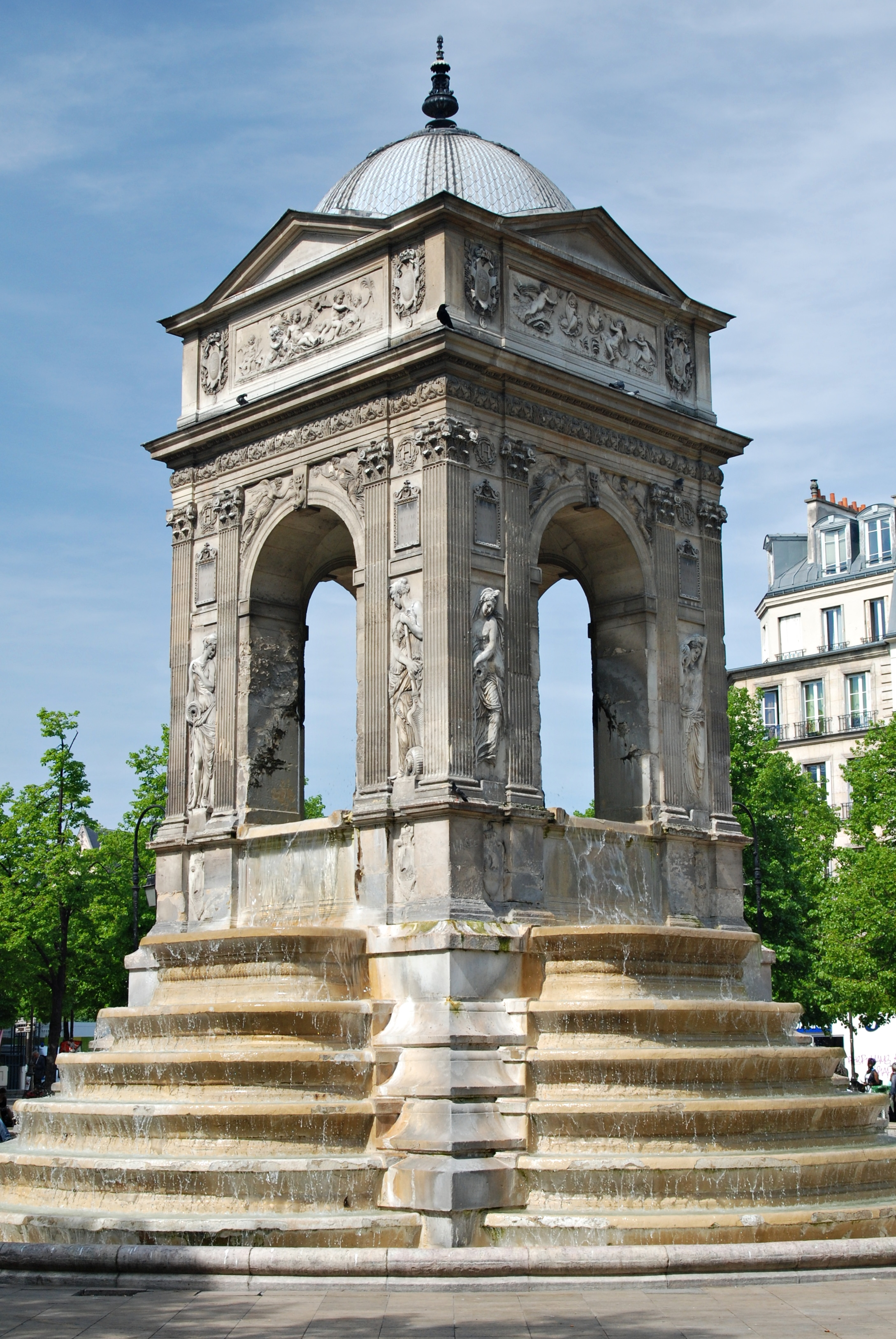
«Фонтан невинных» в Париже. 1547—1550
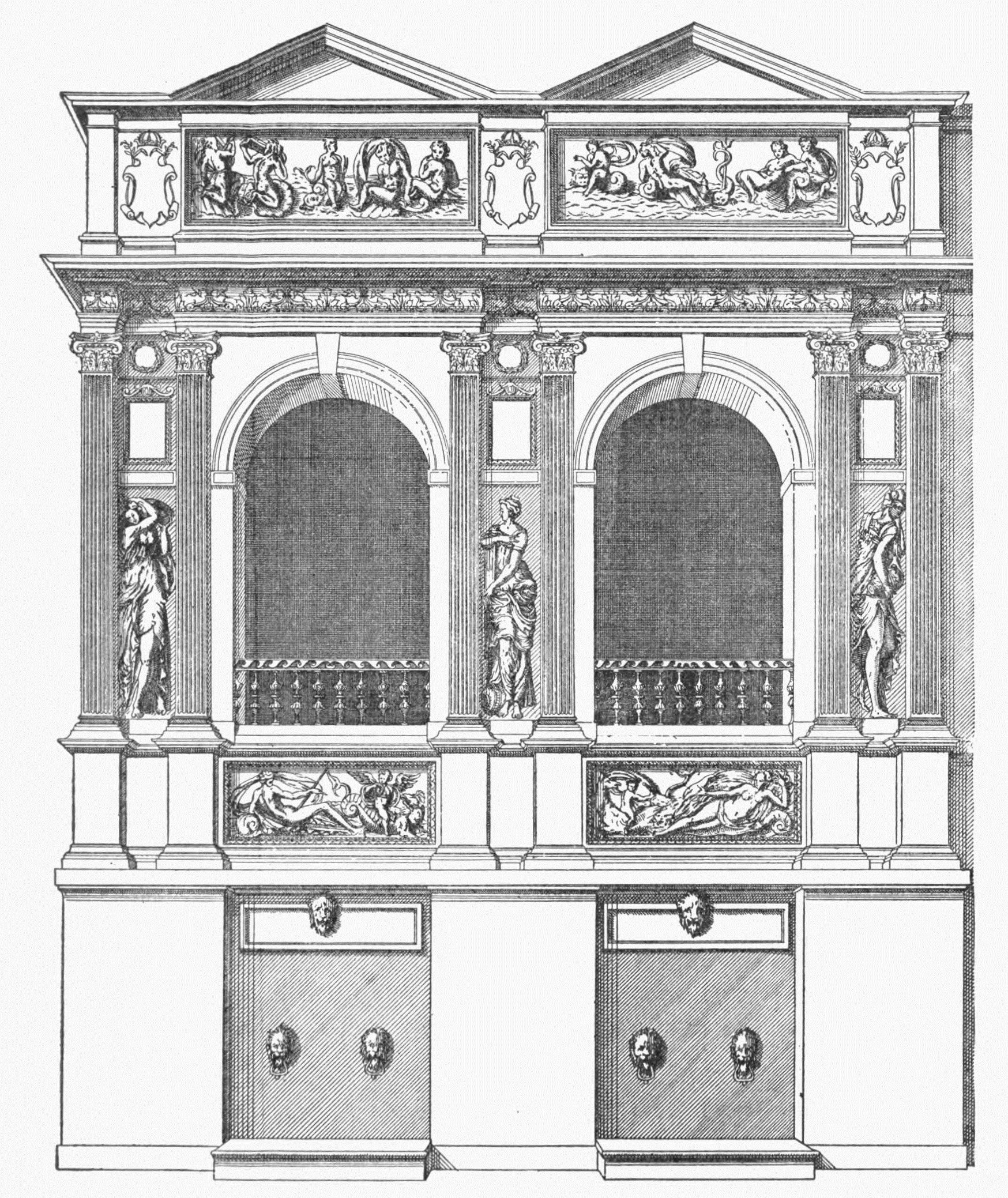
Проект фонтана в развёртке. Гравюра Ж.-А. Дюсерсо. 1560
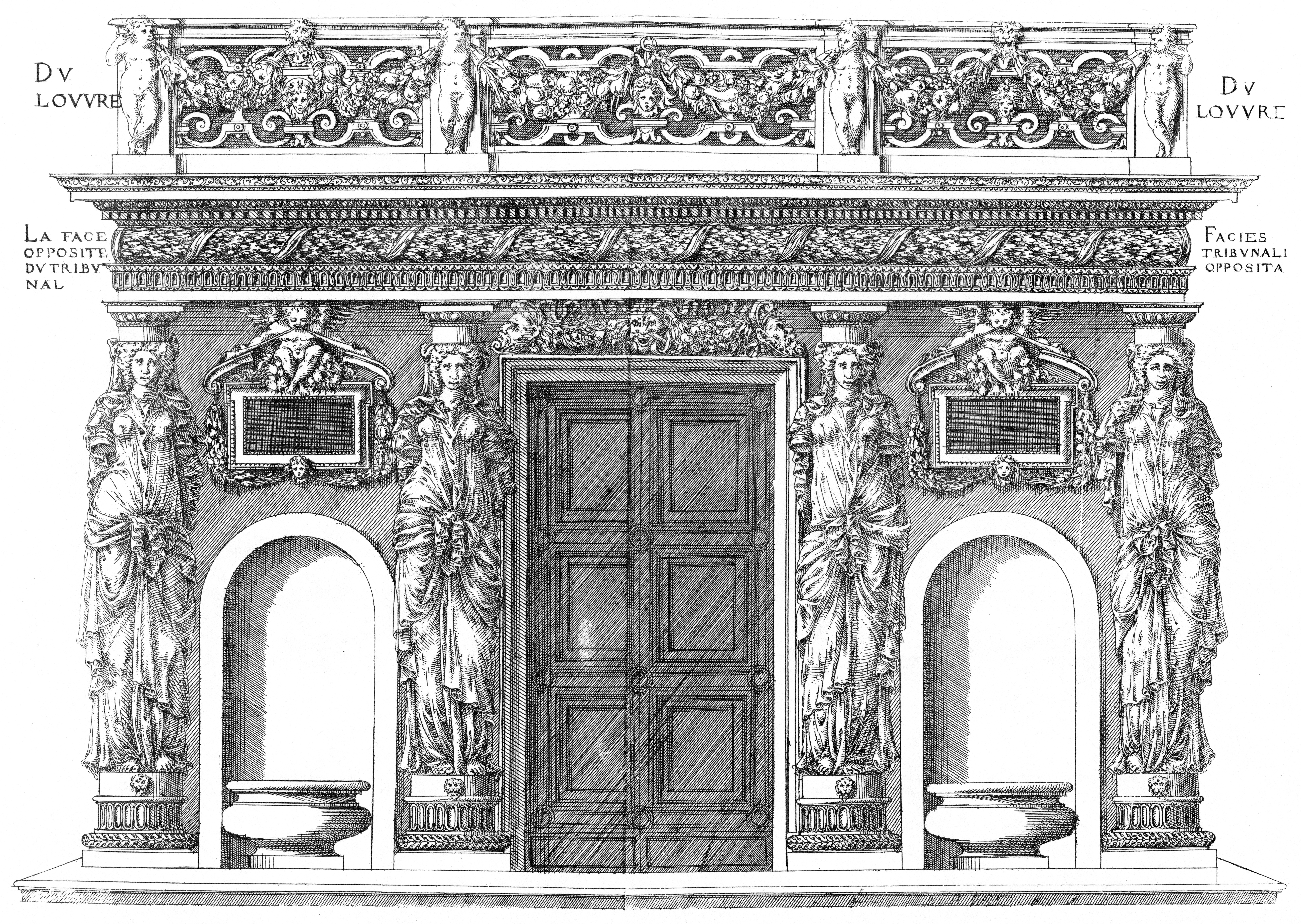
Трибуна Шведского зала (Зала кариатид) Лувра. Гравюра Ж.-А. Дюсерсо по проекту П. Леско. 1576
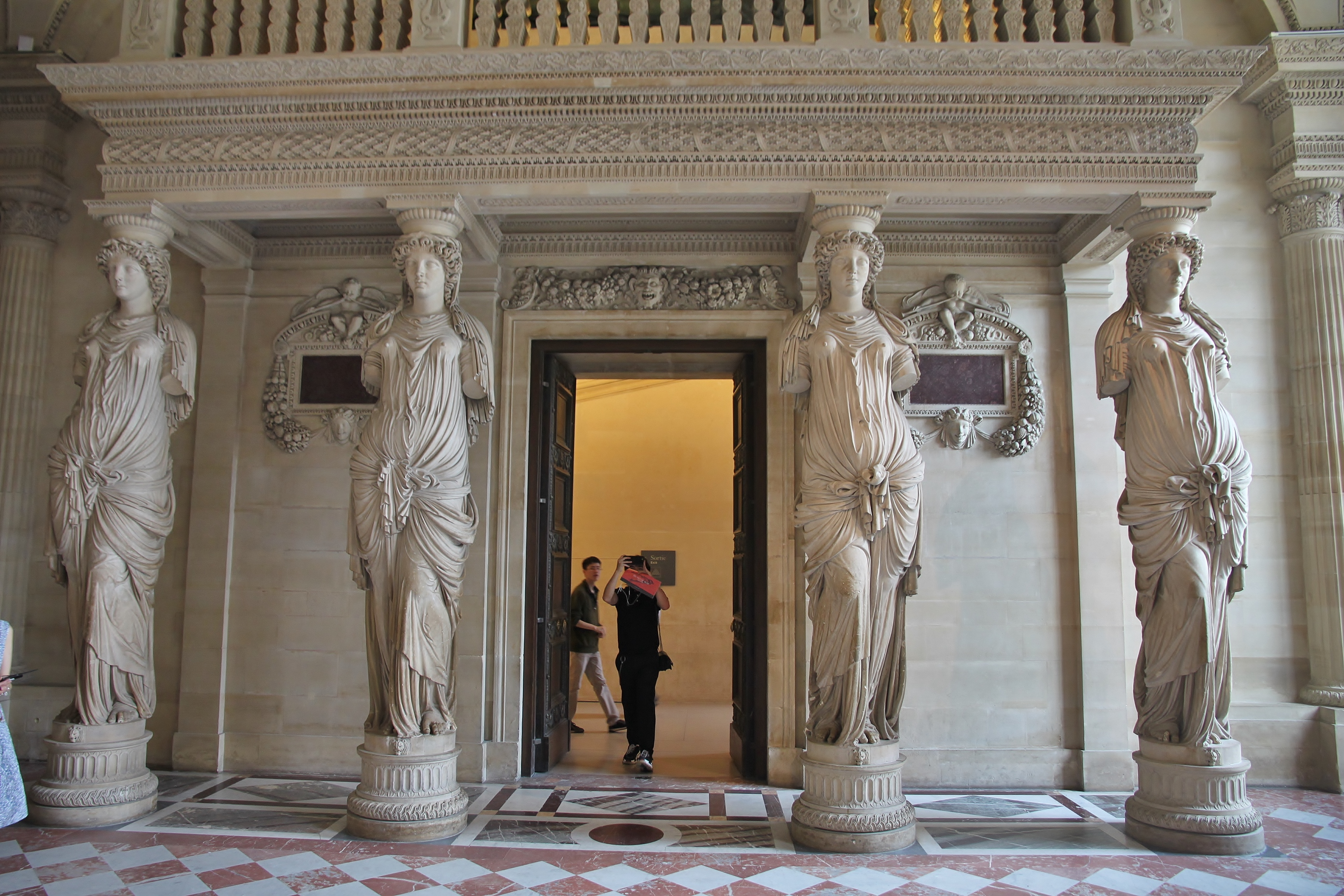
Кариатиды Шведского зала Лувра. 1546—1549
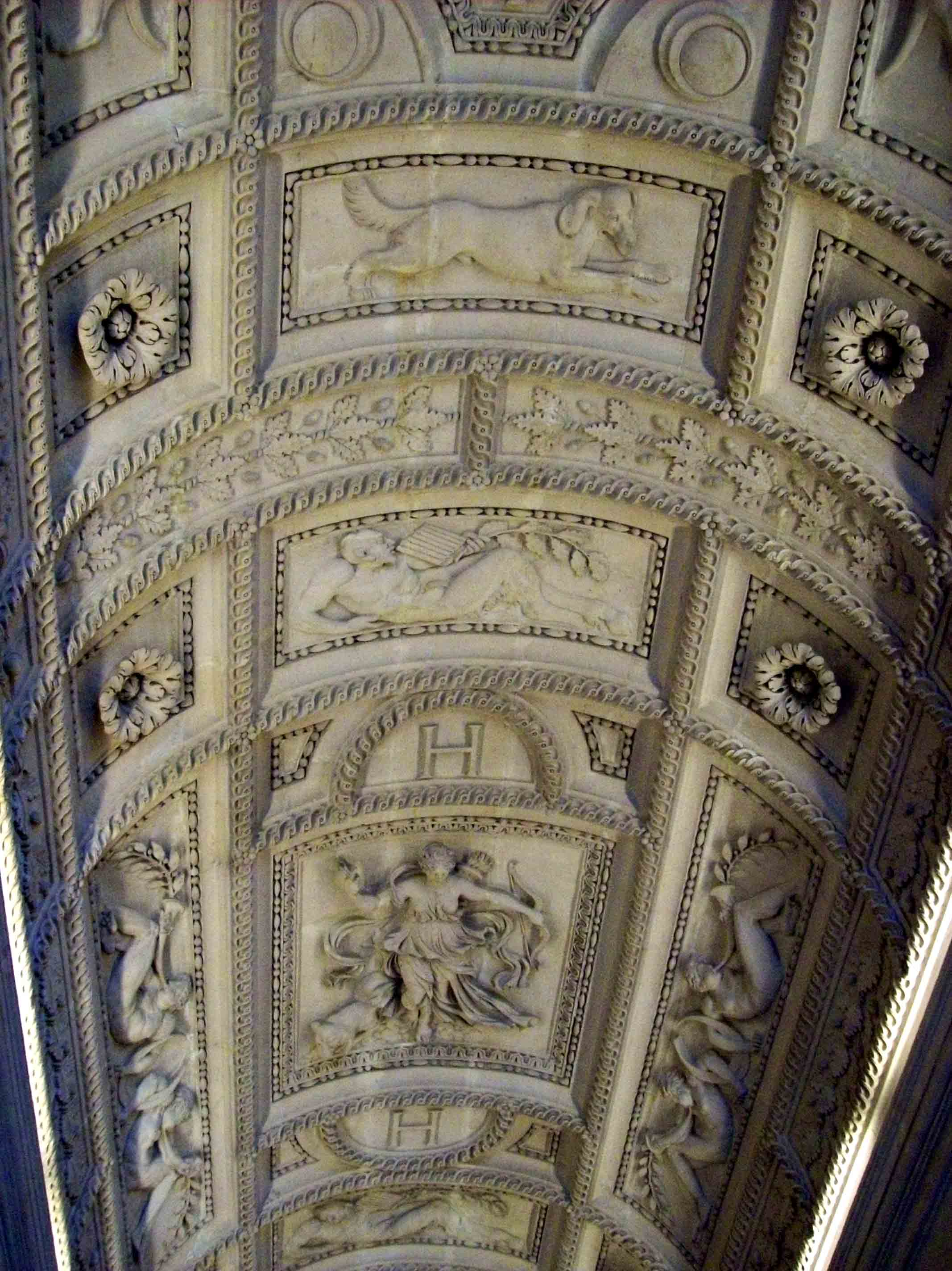
Свод лестницы Генриха II в Лувре